# ХТЗ-170 (трактор)
ХТЗ-170 — марка універсального швидкісного колісного трактора, що випускається Харківським тракторним заводом з 1997 року.

## Історія
В 1997 році ХТЗ приступає до виготовлення колісних тракторів загального призначення ХТЗ-170 потужністю 170 к.с.
У 2007 році ХТЗ модернізує трактори серії ХТЗ-170, виготовивши модифікацію ХТЗ-17221-09 з новою пластиковою кабіною.
У 2010 році ХТЗ модернізує трактори серії ХТЗ-170, виготовивши модифікацію ХТЗ-17221-21 потужністю 210-240 к.с.
У 2012 році ХТЗ модернізує навісну систему тракторів потужністю 175-240 к.с.
У 2013 році на тракторах серії ХТЗ-170 встановлені нова коробка зміни передач, гідравлічна система, навісна система, модернізовані інші деталі та вузли.

## Модифікації

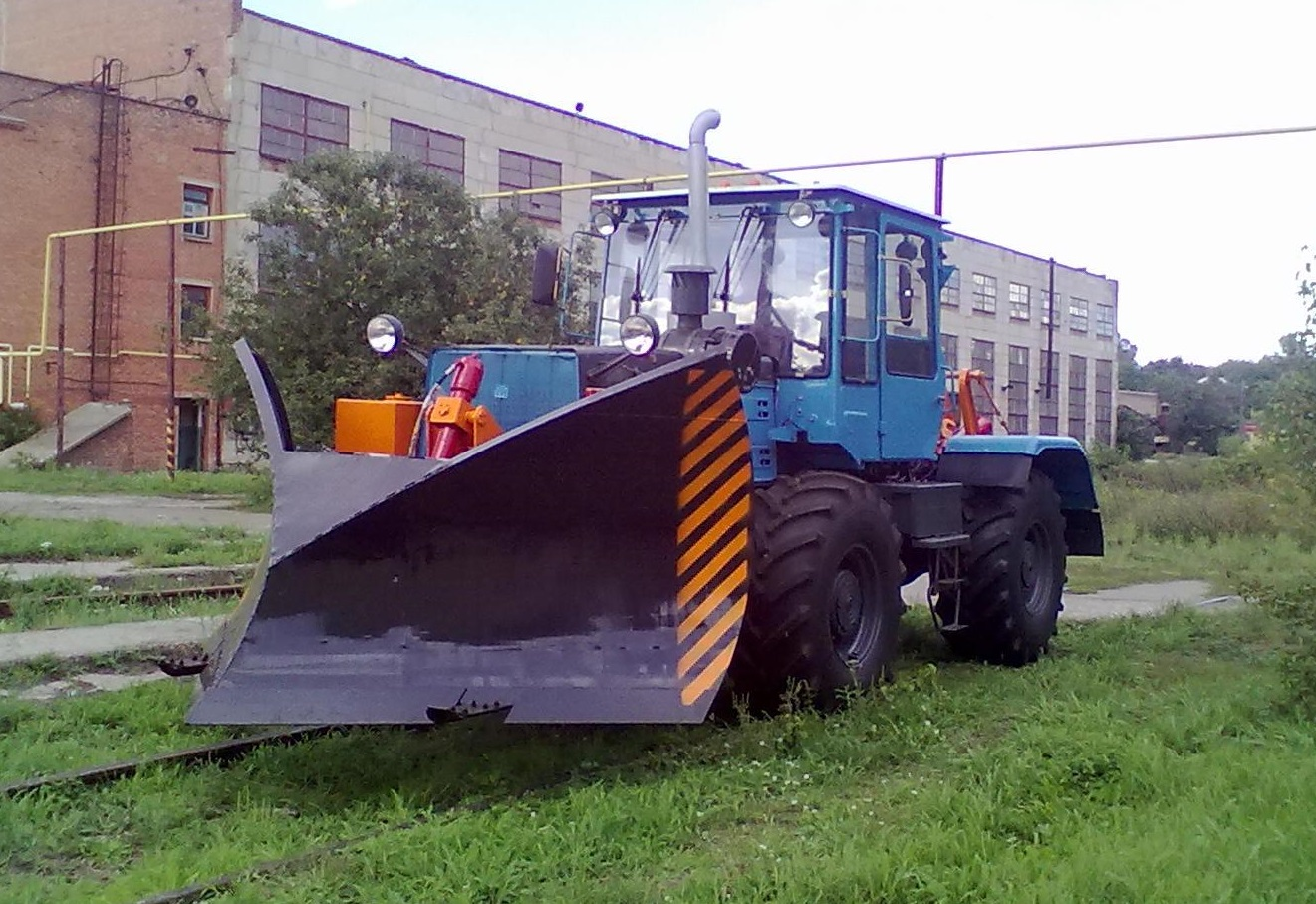
Колісно-рейковий тягач (локомобіль) на базі Т-170 КРТ-1 із сніговим відвалом

- ХТЗ-17021 — трактор з двигуном Deutz BF6M1013E потужністю 170-180 к.с.[1][2]
- ХТЗ-17022 — трактор з двигуном Deutz BF6M1013E потужністю 180 к.с.
- ХТЗ-17121 — трактор з двигуном ММЗ Д-260.9-50 потужністю 165 к.с.
- ХТЗ-17221 — трактор з двигуном ЯМЗ-236 потужністю 165-180 к.с.
- ХТЗ-17222 — трактор з двигуном ЯМЗ-236 потужністю 180 к.с.
- ХТЗ-17321 — трактор з двигуном КамАЗ-740.02-180 потужністю 180 к.с.
- ХТЗ-17421 — трактор з двигуном СМД-31Т потужністю 185 к.с.
- ХТЗ-17221-09 — трактор ХТЗ-17221 з новою пластиковою кабіною
- ХТЗ-17221-21 (ХТЗ-240К) — трактор з новою модернізованою кабіною і двигуном ЯМЗ-238 потужністю 240 к.с.

## Порівняння з попередніми моделями

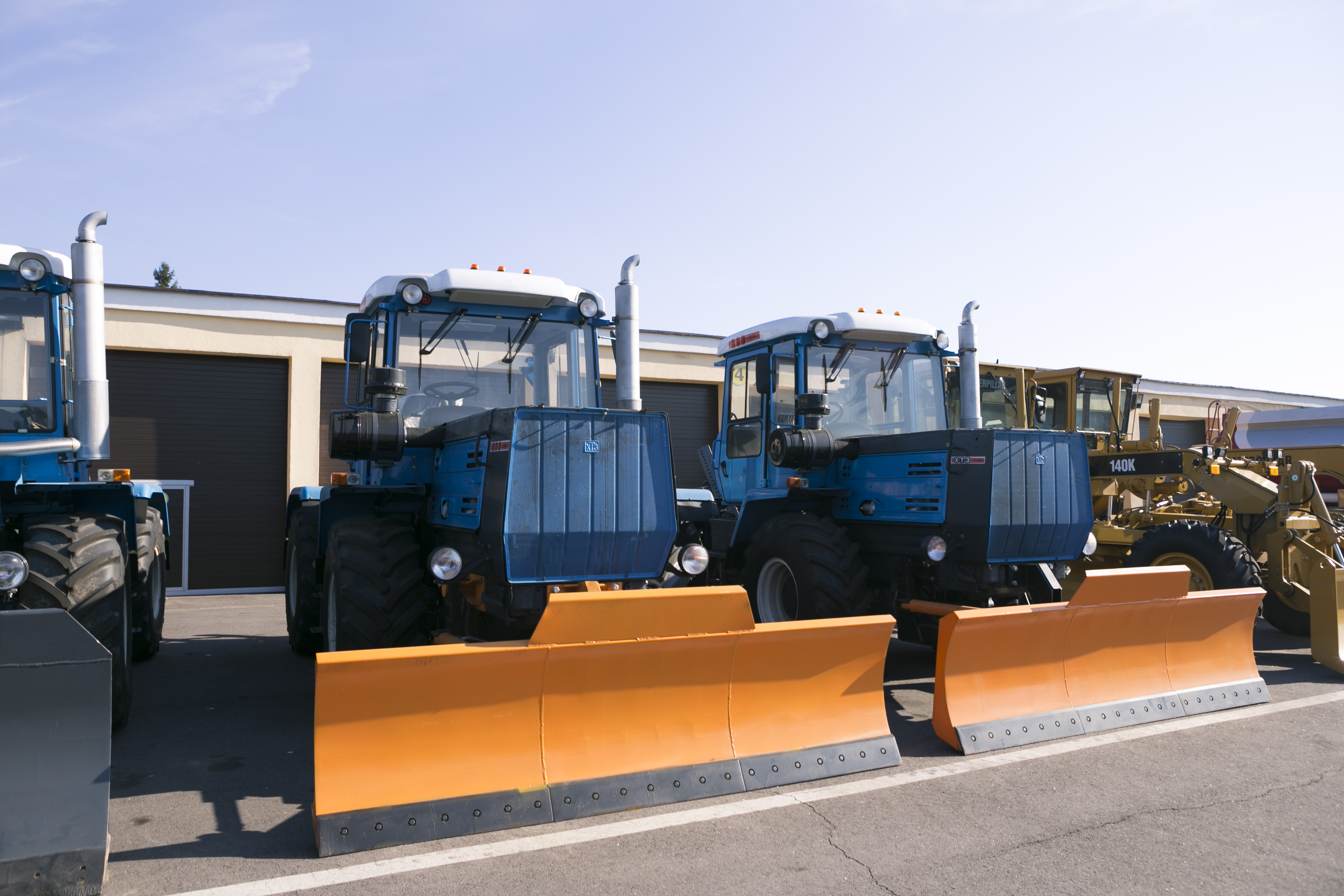
ХТЗ-17221-06

Розширення технологічних можливостей обробки ґрунту, збільшення спектру застосовуваних сільськогосподарських машин дозволяють досягти максимальних результатів в сільськогосподарському виробництві.
Одним з основних напрямків досягнення позитивного результату є оптимальний баланс в системі машинно-тракторного агрегату (МТА) між експлуатаційними витратами на трактор і сільгоспобладнання.
Трактори виробництва ХТЗ призначені для реалізації потенціалу сучасних сільгоспзнарядь, що агрегатуються із тракторами класу 3-4 т потужністю 180–220 к.с., у всіх основних технологіях обробітку ґрунту: традиційній (ґрунт переорюється багатолемішним відвальним плугом), безвідвальній (ґрунт обробляється культиватором), мінімальній та нульовій (рослинні рештки заробляються мульчувачем).
Простота конструкції, мінімальні витрати на експлуатацію та оптимальна ціна колісних і гусеничних тракторів ХТЗ в поєднанні з можливістю агрегатуватися з комбінованими сільгоспзнаряддями досить високого ступеня складності і відповідної вартості дозволяють оптимізувати витрати на виробництво одиниці сільгосппродукції, і, таким чином, отримати додатковий прибуток від 5 до 15% залежно від оброблюваної культури і від моделі.

### Порівняння тракторів серії ХТЗ-170 зТ-150К
| Система, вузол                  | Т-150К                                                                            | ХТЗ-17221                                                                                    | Ефект |
| ------------------------------- | --------------------------------------------------------------------------------- | -------------------------------------------------------------------------------------------- | --- |
| Система навісного обладнання    | Одноциліндрова, нижні важелі з кульовими голівками                                | Двоциліндрова, посилена, нижні важелі з гаковими захопленнями                                | Підвищення вантажопідйомнсті з 3000 до 5000 кг, швидкість і зручність агрегатування із с/г знаряддям. |
| Система рульового управління    | Механічний рульовий механізм «хробак-сектор». Рульова колонка не регулюється.     | Гідрооб'ємний рульовий механізм з насосами — дозаторами виробництва Італія, Данія та ін.     | Рульова колонка, що регулюється по куту нахилу і висоті. |
| Управління системами та вузлами | Важільне                                                                          | Тросове                                                                                      | Зменшення зусилля на важелі управління, забезпечення підвищеної герметичності зниження шуму. |
| Колеса                          | 21, 3R24                                                                          | 23, 1R26                                                                                     | Збільшення навісоздатності трактора в 1,4 рази, агротехнічного просвіту на 75 мм, зменшення питомого тиску на ґрунт, збільшення тягових властивостей: - підвищення продуктивності на 15-20%, - зниження витрати палива на 10-15%   |
| Кабіна                          | Панельна                                                                          | Каркасна                                                                                     | Безпека, - система кондиціонування, - ергономічне підресорене сидіння водія, регульовані за масою і зростом оператора |
| Паливна система                 | Металевий бак ємністю 315 л                                                       | Пластиковий бак ємністю 430 л                                                                | Збільшено в 1,35 раза час роботи трактора без дозаправки, - підвищено очищення палива за рахунок установки додаткового фільтра-сепаратора «Сепар», збільшення довговічності паливної системи, виключення внутрішньої корозії бака. |
| Впускна система                 | Двоступеневе очищення повітря, встановлена над двигуном в зоні огляду оператора.  | Триступеневе очищення повітря, встановлена на стійці кабіни поза зоною огляду оператора      | Підвищення довговічності роботи двигуна на 30% за рахунок введення попереднього очищувача «Vortex», поліпшена оглядовість. |
| Випускна система                | Встановлена над двигуном в зоні огляду оператора.                                 | Встановлена уздовж стійки кабіни поза зоною огляду оператора                                 | Поліпшення оглядовості. |
| Система охолодження             | 5-ти рядний радіатор                                                              | 6-ти рядний радіатор                                                                         | Збільшений діаметр вентилятора, поліпшений тепловий режим двигуна |
| КПП                             | Управління діапазонами перемикання передач важільне, стоянкове гальмо — важільне. | Управління діапазонами перемикання передач тросове, стоянкове гальмо — пневмопривід.         | Зменшення зусилля на важіль, виключення несанкціонованого руху при заглушеному двигуні. |
| ВОМ                             | Управління важільне                                                               | Управління пневматичне                                                                       | Відсутність можливості удару при вмиканні |
| Пуск двигуна                    | Пусковий двигун                                                                   | Електрозапуск (з кабіни трактора)                                                            | Спрощено запуск двигуна, дотримується техніка безпеки, спрощення конструкції |
| Система мікроклімату            | Вентилятор, кватирка                                                              | Надходження свіжого повітря через фільтр до системи мікроклімату, а потім в кабіну. Кватирки | Комфортні умови роботи оператора увесь рік. |

## Джерело
Трактор ХТЗ-17221 [Архівовано 4 серпня 2013 у Wayback Machine.] Харківський тракторний завод(рос.)